# 더블 드래곤 (1995년 비디오 게임)
《더블 드래곤》(Double Dragon, ダブルドラゴン)은 테크노스 재팬이 제작한 1995년 아케이드 대전 격투 게임이다. 진행형 격투 게임 시리즈 《더블 드래곤》를 영상화한 1994년 극장 영화에 기반한 작품이다. 네오지오 MVS 아케이드 기판으로 개발됐다.
아케이드판 출시 후 가정용 네오지오 AES 및 네오지오 CD, 그리고 플레이스테이션로 이식판이 출시됐다.

## 반응
일본 잡지 〈게임 머신〉 1995년 4월 15일자에서 《더블 드래곤》을 당시 13번째로 인기 많은 아케이드 게임으로 선정했다.